# タイタスビル (フロリダ州)
タイタスビル （英: Titusville）は、アメリカ合衆国フロリダ州の都市。ブレバード郡の郡庁所在地である。人口は4万8789人（2020年）。
"宇宙の都市 USA"というニックネームがあり、インディアン川に沿い、メリット島やケネディ宇宙センターの西、ケープカナベラル国立海岸の南南西に位置している。パームベイ・メルバーン・タイタスビル都市圏の主要都市である。

## 歴史

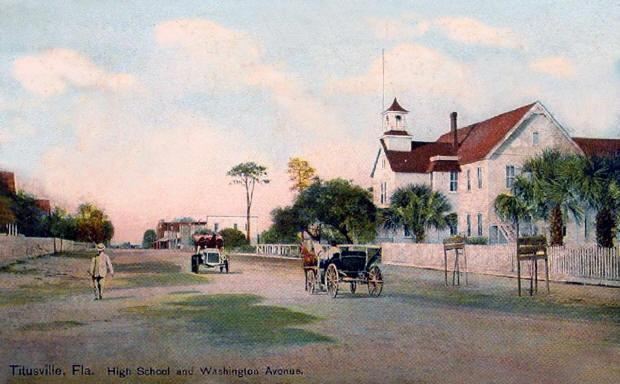
ワシントン・アベニュー、1910年頃

タイタスビルとなった地域は、かつてエイス族インディアンが住んでおり、ヤシ、ココプラム、シーグレープの実を集めて暮らしていた。インディアン川はスペインの探検家が「リオ・デ・エイス」と呼んだものであり、ここで魚を釣ってもいた。しかし、1760年までに、奴隷狩り、病気およびラム酒のために絶滅していた。アメリカ合衆国は1821年にスペインからフロリダを譲り受けた。その後セミノール戦争のために開拓が遅れた。
タイタスビルの町は当初「サンドポイント」と呼ばれており、1859年に郵便局が設立されたが、数ヶ月後には閉鎖された。南軍の元大佐ヘンリー・T・タイタスが1867年にこの地に入り、その妻で、ジョージア州ダーリエンの著名農園主の娘メアリー・ホプキンスが所有していた土地に町を造ろうと考えた。道路の区画を引き、1870年には酒場に隣接した平屋の大きなホテルであるタイタスハウスを建てた。4つの教会と郡庁舎にも土地を寄付した。これはこの町を郡庁所在地にしようという意図だった。
タイタスビルはライスビルと呼ばれる可能性があったが、タイタスがドミノ・ゲームでクラーク・ライス船長に挑戦し、勝った方が名前を決めることにした。タイタスがそのゲームに勝ち、サンドポイントは1873年にタイタスビルと改名された。1887年には市として法人化され、この年にセントガブリエル・エピスコパル教会の建設が始まった。この教会は1972年にアメリカ合衆国国家歴史登録財に指定された。ある時点で「教会の都市」というニックネームもついた。

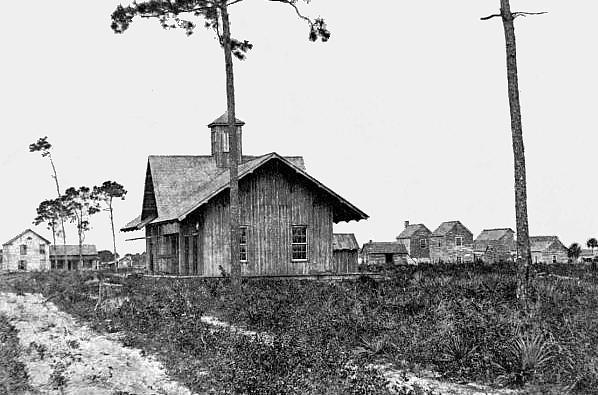
鉄道駅、1905年頃

1885年、エンタープライズから大西洋岸セントジョンズ・アンド・インディアン川鉄道が敷かれ、支線によってジャクソンビル・タンパ・アンド・キーウェスト鉄道と、今日のデバリーにあるエンタープライズ・ジャンクションで繋がれた。ヘンリー・フラグラーがフロリダ東海岸鉄道をデイトナビーチから南に延ばし、1892年にはタイタスビルに駅が造られた。観光客が来るようになり、インディアン川地域は農業地帯となり、パイナップルと柑橘類製品の出荷場所となった。1922年には東のプラヤリンダビーチまで木製橋が架けられた。
1950年代後半からケープ・カナベラルが成長し、後にはメリット島のケネディ宇宙センターの発展によって、町の経済、人口、観光業を活性化させた。宇宙開発計画に関わりがあることで、1960年代には"宇宙の都市 USA"、"ミラクルシティ"という2つのニックネームが付けられた。
1968年にはミラクルシティ・モールが開業した。敷地は約13ヘクタール、延床面積は25,500 m2あった。
1980年代までに郡庁舎にある監獄が混雑するようになった。脱獄が度々あった。1986年にシャープスに新しい監獄が建設され、囚人が移されたことで、脱獄も止んだ。
.
2012年5月、ブレバード郡教育委員会が財政上の理由でリバービュー小学校を閉鎖した。さらに2013年5月25日、サウスレイク小学校も閉鎖した。
2013年1月、ミラクルシティ・モールが閉鎖された。これは2012年にスペースシャトル計画が終了となり、地元経済が落ち込んだためであり、郡の人口重心は南に移動し、ショッピングの習慣が変わったからだった。
アメリカ合衆国郵便公社は2013年までに2つの郵便局を閉鎖した。これは取扱量が減ったためであり、現在はさらにもう1つの閉鎖も検討中である。

## 地理
タイタスビル市は北緯28度35分28秒 西経80度49分12秒 / 北緯28.59111度 西経80.82000度 (28.591210, -80.819911)に位置し、ブレバード郡では北半分にある。アメリカ合衆国国勢調査局に拠れば、市域全面積は34.2平方マイル (88.7 km2)であり、このうち陸地29.4平方マイル (76.1 km2)、水域は4.9平方マイル (12.7 km2)で水域率は14.26%である。大西洋沿岸内水路の一部であるインディアン川ラグーンの側に位置している。

### 気候
| 月別平均および最高最低気温  |      |      |      |      |      |      |      |      |      |      |      |      |
| 月                          | 1月  | 2月  | 3月  | 4月  | 5月  | 6月  | 7月  | 8月  | 9月  | 10月 | 11月 | 12月 |
| 過去最高 °F                 | 88   | 92   | 94   | 97   | 102  | 103  | 103  | 102  | 99   | 98   | 93   | 88   |
| 平均最高 °F                 | 70   | 72   | 77   | 81   | 86   | 89   | 91   | 91   | 89   | 83   | 78   | 72   |
| 平均最低 °F                 | 49   | 51   | 56   | 60   | 67   | 72   | 73   | 74   | 73   | 66   | 59   | 53   |
| 過去最低 °F                 | 19   | 23   | 26   | 35   | 45   | 56   | 61   | 60   | 51   | 40   | 27   | 19   |
| 降水量 (in)                 | 2.48 | 2.79 | 3.60 | 2.79 | 3.66 | 6.09 | 7.03 | 7.27 | 6.82 | 4.29 | 3.45 | 2.52 |
| Source: The Weather Channel |      |      |      |      |      |      |      |      |      |      |      |      |

## 人口動態
以下は2000年国勢調査による人口統計データである。
| 基礎データ - 人口: 40,670 人 - 世帯数: 17,200 世帯 - 家族数: 11,094 家族 - 人口密度: 738.6人/km2（1,913.4人/mi2） 人種別人口構成 - 白人: 83.80% - アフリカン・アメリカン: 12.64% - ネイティブ・アメリカン: 0.39% - アジア人: 0.94% - 太平洋諸島系: 0.04% - その他の人種: 0.73% - 混血: 1.46% - ヒスパニック・ラテン系: 3.52% 年齢別人口構成 - 18歳未満: 22.9% - 18-24歳: 6.9% - 25-44歳: 26.2% - 45-64歳: 23.2% - 65歳以上: 20.8% - 年齢の中央値: 41歳（2010年では43.4歳） - 性比（女性100人あたり男性の人口） - 総人口: 90.8 - 18歳以上: 87.1 | 世帯と家族（対世帯数） - 18歳未満の子供がいる: 26.7% - 結婚・同居している夫婦: 47.9% - 未婚・離婚・死別女性が世帯主: 12.6% - 非家族世帯: 35.5% - 単身世帯: 29.9% - 65歳以上の老人1人暮らし: 13.9% - 平均構成人数 - 世帯: 2.32人 - 家族: 2.86人 収入と家計 - 収入の中央値 - 世帯: 35,607米ドル（2010年では44,925米ドル） - 家族: 42,453米ドル - 性別 - 男性: 36,076米ドル - 女性: 23,998米ドル - 人口1人あたり収入: 18,901米ドル（2010年では24,374米ドル） - 貧困線以下 - 対人口: 12.4% - 対家族数: 9.3% - 18歳未満: 17.6% - 65歳以上: 6.8% |

2010年、25歳以上の住人では89.3%が高校卒以上、22.6%が大学卒以上だった。

## 市政府
タイタスビル市は市政委員会・マネジャー方式を採用している。選挙で選ばれる市政委員会が立法府であり、指名されるマネジャーが委員会の決める政策を実行する。1963年6月3日に採択した市憲章に従って統治されている。
ブレバード郡内ではタイタスビル市の税率が最も高い。2007年、課税可能な不動産の価値は23億4千万米ドルだった。
住民1,000人あたり1.8人の警官がいる。これは同程度の州内都市と比べて52%も低い。
2011年の調査で、市従業員の年金基金は中間から貧弱と判定された。

### 市政委員会
市政委員会は5人の委員で構成され、市全体を選挙区に4年任期で選ばれるが、2年毎に半数（2人または3人）が改選される。市の立法府として、市の憲章や州法では明確ではない市の政策を決定する。条例と決議の採択、予算の割付、予算の承認、税率の決定、諮問委員会や委員会の委員の指名を行う。
市長は市政委員会の会合を主宰し、委員として投票できる。儀式や軍事法の目的では市政府の長と認識されるが、通常の管理義務は無い。副市長は毎年の編成集会の場で市政委員の中から選ばれ、市長が不在の場合や執行不能の場合に代行する。

### 市マネジャー
市マネジャーは市政委員会によって選ばれ、その訓練度、経験、有能さで判断され、不定期間市政委員会のために務める。あらゆる法、条例を執行し、部門長を指名し解任し、全部門を監督し、市政委員会に市の財政状況を報告し、市の運営について委員会と住民に情報を与える責任がある。

## 経済
2010年、民間企業の比率では、貿易、輸送、公共事業で21.5%、専門サービスと事業サービスで18.1%、教育と医療で13.7%、建設で12%、レジャーと宿泊で10%、その他で24.7%となっていた。2011年の宇宙開発計画終了にともなう人員解雇（その多くがタイタスビル市住民だった）で経済は縮小している。現在の失業率は高い。

### 産業
市内の主要雇用主の多くが宇宙開発関連企業である。ナイツアーマメント・カンパニーは小型武器では州内最大のメーカーと考えられている。パリッシュ・メディカルセンターが最大の雇用主である。

### 観光
市は宇宙開発関連の観光で恩恵を受けてきた。毎年3月に開催されるスペースコースト地域空港軍用機エアショーには約4万人から5万人の観衆を集めている。
毎年開催のデイトナビーチ・バイクウィークは市から47マイル (76 km) 離れているが、通過するバイク乗りからかなりの経済効果を得ている。
元オリンピックの水泳選手でハリウッドの俳優となったジョニー・ワイズミュラーは、アメリカ国道1号線沿いに「トロピカル・ワンダーランド」、別名「ターザンのジャングルランド」を所有していたが、1973年に閉鎖された。

### 労働力
失業率は2000年と2005年に3.6%だった。2007年、市内労働力の平均は20,716人だった。その中で19,879人が雇用され、837人が失業しており、失業率は4%だった。2010年12月に失業率が13.8%となり、郡内最大だった。

### 住宅
2000年国勢調査時点で、市内に住宅は19,178戸あり、密度は902.3戸/平方マイル (348.3戸/km2) だった。2008年には新築住宅64戸のうち55戸に建設許可が降りた。2007年には申請657戸のうち195戸が認められており、大幅ダウンだった。2006年にも360戸の内292戸が許可されていた。
2001年、149戸の建築許可が降り、その資産価値は1,860万米ドルだった。2005年は453件、6,570万米ドル、2010年は45件950万米ドルだった。
2007年の住宅1戸中央値は158,900米ドルだった。

### ショッピング
市内の大きな雇用主にウォルマートが入っている。その他主要なショッピングセンターはターゲット・コーポレーションである。どちらも経済効果が大きい。市南端のショッピング地区に位置しており、州道405号線と同50号線の交差点近くである。その近くにはペトコやソニーズ・リアル・ピット・バーベキューなど店舗やレストランがあり、市の商業地区とも考えられている。

## インフラ

### 公共事業
市内の上水はフロリダの大きな帯水層の上にある浅い不圧帯水層である表面帯水層から得られている。2005年、市内の2つの井戸から1日約380万ガロン (14,400 kl) の生水が得られた。水道局が排水している顧客は、2010年で22,000件あった。

### 空港
- スペースコースト地域空港（商業空港）が市の南にある
- アーサー・ダン・エアパーク（一般用途）[28]

## 歴史的な場所と博物館
- ジョージ・ロビンス判事邸
- 北ブレバード歴史博物館
- プリチャード邸
- セントガブリエル・エピスコパル教会
- スペル邸
- タイタスビル商業地区

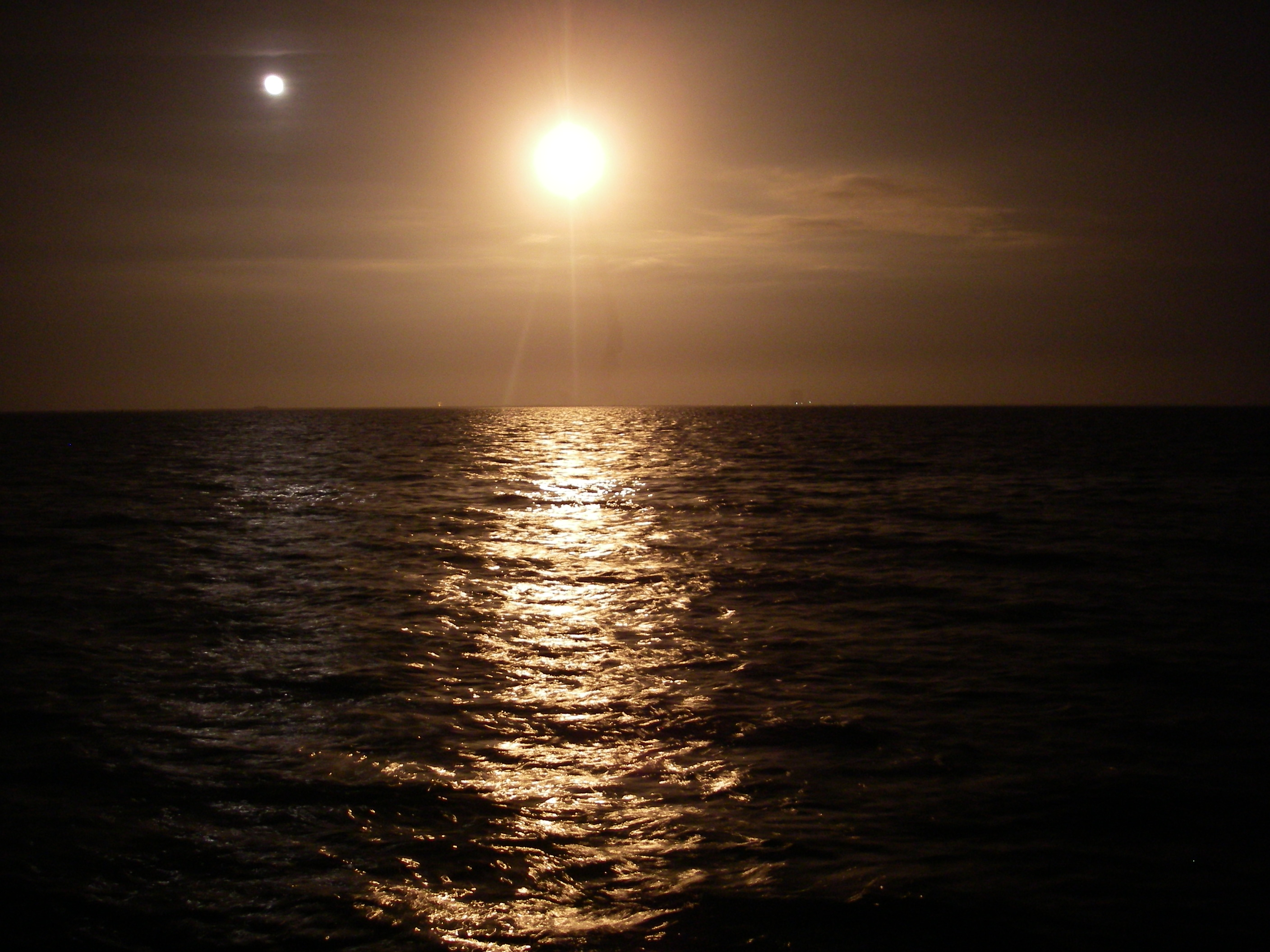
スペースシャトルの打ち上げには絶好の観測地点である。写真は2008年のSTS-126

- US スペースウォーク・オブ・フェイム・アンド・ミュージアム
- バリアント・エア・コマンド・軍用機博物館
- ウェイジャー邸

## 医療
パリッシュ医療センターが市内の総合病院である。2002年に8,000万米ドルをかけて完成された。

## 教育
2007年時点で、25歳以上の住民の88.1%は高校卒以上の学力があり、23.6%は大学卒以上だった。
公共の初等中等教育はブレバード郡教育委員会が管理している。小学校は5校、中学校2校、高校2校がある。
私立学校は、パーク・アベニュー・クリスチャン・アカデミーなど4校がある。
高等教育機関として、東フロリダ州立カレッジがある。

## メディア
- 「ザ・ノーザン・ブレバード・ビーコン」、隔週刊新聞
- 「タイタスビル・スター・アドボケイト」、1966年創刊、その後「フロリダ・トゥデイ」に吸収された
- 「コンピューター・ショッパー」1979年創刊の雑誌、1988年までタブロイド判、Ziff Davisが買収してニューヨーク市に移した

ラジオはAM、FM合わせて3局がある。

## 著名な出身者
- ビル・デモット、プロレスラー、タイタスビル生まれ[30]
- ジム・ドゥガン、プロレスラー、以前タイタスビルに住んだ[31]、一時期、1995年に開設した「ハックソー・ドゥガンのマッスル・アンド・フィットネス」というジムをチェイニー・ハイウェイ沿いに持っていた[32][33]
- マイク・ポルクロペック、プロレスラー、タイタスビル生まれ[34]
- ジョニー・ワイズミュラー、俳優、ターザン役で知られる、テーマパーク「トロピカル・ワンダーランド」を開業したが閉鎖された[35]